# Меншина (соціологія)
Менши́на, або меншина́ (в соціології) — соціальна група, яка не утворює політичної більшості відносно загальної кількості членів даного суспільства. Соціологічна меншість не обов'язково є чисельною меншістю — до неї може належати будь-яка група, що зазнає утисків у порівнянні з домінуючою групою в сенсі соціального статусу, освіти, роботи, статку та політичної сили. Для уникнення непорозумінь, деякі автори використовують назву «підпорядкована група» та «домінуюча група» замість «меншість», «більшість».
У соціоекономіці термін «меншість», як правило, позначає соціально підпорядковану етнічну групу (з точки зору мови, національності, віросповідання, та/або культури). До інших меншин належать люди з інвалідністю, «економічні меншини» (наприклад, безробітні), «вікові меншини» (молодші або старші типового робочого віку), та сексуальні меншини (сексуальна орієнтація або гендерна ідентичність яких відрізняється від соціологічної норми).
Термін «меншість» часто зустрічається під час дискусій на теми громадянських прав та колективних прав, які стали популярними в 20-му столітті. Члени меншин часто зазнають утисків у суспільстві, в якому вони живуть. Причиною цієї дискримінації може бути визнання належності індивіда до меншості, незалежно від його особистих досягнень. Вона також може виникати непрямо, через наявність соціальних структур які не однаково доступні всім. Активісти, які борються проти низки проблем, можуть використовувати мову прав меншин, включаючи права студентів, права споживачів, права жінок, права ЛГБТ, права тварин тощо. В останні роки деякі члени соціальних груп, які традиційно вважаються домінуючим, робили спроби представити себе як пригноблювану меншість, наприклад, білі, гетеросексуальні чоловіки із середнього класу.
Дослідження послідовно показують залежність між негативним ставленням або упередженим ставленням до меншин та соціальним консерватизмом (і навпаки, позитивне ставлення та соціальним прогресивізмом). В історії, меншини, включаючи євреїв у нацистській Німеччині та афроамериканців доби Джима Кроу, як правило отримували допомогу від прогресивістів та пригноблювались консерваторами.

## Соціологія меншин
Соціолог Луї Вірт дав таке визначення меншини: «група людей, яких, через їхні фізичні або культурні властивості, ізольовано від решти суспільства, в якому вони живуть, для упередженого та нерівного ставлення, і які через це вважають себе об'єктами колективної дискримінації.» Це визначення включає як об'єктивні, так і суб'єктивні критерії: належність до меншини об'єктивно приписується суспільством, виходячи із фізичних характеристик або особливостей поведінки людини; статус також суб'єктивно застосовується членами меншини, які можуть використовувати свій статус як основу для групової ідентичності або соціальної солідарності. У будь-якому разі статус належності до меншини категоріальний за своєю природою: людина, яка проявляє фізичні властивості або особливості в поведінці, характерні для деякої меншини, буде вважатись належною цій групі і буде суб'єктом такого ж ставлення, як і решта членів групи.

### Расові або етнічні меншини
Будь-яке велике суспільство має етнічні меншини. Це можуть бути іммігранти, тубільці або кочові народи. В деяких місцях підпорядковані етнічні групи можуть становити чисельну більшість, наприклад чорношкірі в Південній Африці за апартеїду. Міжнародний карний кодекс може захищати права расових або етнічних меншин кількома способами. Ключовим питанням є право на самовизначення.

### Статеві та сексуальні меншини
Тоді як кількість чоловіків і жінок у більшості суспільств приблизно рівна, історичне пригноблення жінок як групи призвело до того, що в ряді суспільств жінок визначають меншиною, тобто захищеною групою. Дискримінація жінок називається сексизмом або мізогінією та приймає різні форми аж до насильства проти жінок та феміциду. 
Люди з сексуальною орієнтацією, відмінною від гетеросексуальності, як-от гомосексуальні (геї та лесбійки), бісексуальні й асексуальні люди, розглядаються як меншина або сексуальна меншина. 
Існують також люди, які відкидають свою біологічну стать, як-от трансгендери, небінарні люди та квір, вони також іноді розглядаються як гендерні меншини. 

### Вікові меншини
Люди літнього віку, будучи традиційно впливовими або навіть (за геронтократії) домінуючими в минулому, в сучасному суспільстві, як правило, відіграють другорядну роль економічно неактивних груп. Дітей також можна вважати меншиною в цьому розумінні, і утиски, яких зазнають як літні люди, так і молодь, називаються ейджизмом.

### Меншини людей з інвалідністю
Американський Рух за права людей з інвалідністю зробив значний внесок у ставлення до людей з інвалідністю як меншини, або коаліції меншин, які зазнають утисків від суспільства, а не просто людей, які опинилися в несприятливих умовах через певні ушкодження. Захисники їхніх прав наголошують на фізичних або психологічних відмінностях, а не на неповноцінності — наприклад, деякі люди з аутизмом наводять аргументи на користь визнання нейрорізноманіття, противники расизму переконують у визнанні етнічної різноманітності. Спільнота глухих часто вважається мовною та культурною меншиною, а не групою людей з інвалідністю, і багато глухих не визнають у себе вад здоров'я. Натомість вони дискриміновані технологіями і соціальними установами, які створювалися для обслуговування домінуючих груп.

## Визнання меншин урядами та в законах
У політиці деяких країн, меншина це етнічна група, що визнається законами країни і що має певні права, які в решти груп відсутні. Носії визнаної законами мови меншини, зокрема, можуть мати право отримувати освіту або звертатись до урядових установ своєю рідною мовою. До країн, які мають спеціальні умови для меншин, належать Україна, Китай, Німеччина, Індія, Росія, США та Велика Британія.
Різні меншини часто отримують різне ставлення. Деякі групи занадто малі або їх важко відрізнити у порівнянні із більшістю, через що вони вимушені ідентифікувати себе як частина однієї нації чи зараховувати себе до більшості або ідентифікують себе як окрема нація, але ігноруються більшістю через великі витрати або якісь інші аспекти в наданні привілеїв. Наприклад, член особливо малої етнічної групи може бути примушений вказувати «Інша» в бланку з походженням та як наслідок отримати менше привілеїв у порівнянні із визнаною групою.
Багато сучасних урядів воліють вважати, що вони керують людьми, які належать до однієї національності, а не до різних залежно від етнічного походження. У США в бланку перепису населення ставиться питання стосовно раси та етнічного походження, чим організовують населення в різні підгрупи, але залежно від расового походження, а не від національності.
Питання визначення меншин і встановлення привілеїв, які вони можуть отримати через свій статус, є спірним. Дехто вважає, що меншини мають право на визнання та набуття додаткових прав, тоді як інші вважають, що меншини не повинні вимагати додаткових прав, оскільки це призводить до дискримінації і може завадити можливості меншини інтегруватись у більше суспільство, можливо, аж того, щоб меншина пішла шляхом сепаратизму або надрасовості. В Канаді дехто вважає, що неспроможність домінуючої англомовної більшості асимілювати етнічно французьких канадців дала поштовх до квебекського сепаратизму.

## Визнання прав меншин та позитивні дії
Визнання прав меншин є особливо спірним, оскільки визнання прав може призводити до позитивних дій: коли люди з меншини отримають права, в яких є історично обмеженими, за рахунок людей з історично привілейованої групи. Наприклад, жінкам надаються можливості подолання скляної стелі, дискримінації в разі найму та пропорційного представництва у владі шляхом гендерних квот. Кінцевим результатом позитивних дій є різноманіття та баланс серед соціальної групи та суспільства загалом.
Критики позитивних дій часто називають їх зворотною дискримінацією і переконують, що вони підсилюють відчуття провини більшості перед меншиною. Реакцією привілейованої більшості на позитивні дії нерідко є посилення гомофобії, мізогінії, расизму та злочинів на ґрунті ненависті. Зокрема, стверджується, що підвищення рівня самогубств, депресій та скоєння жорстоких злочинів молодими білошкірими британцями, особливо чоловіками, частково мотивоване новою конкуренцією в працевлаштуванні (з жінками, небілими та негетеролюдьми). Іншою проблемою є використання квот для меншин людьми, які до них не належать.
Дехто вважає, що позитивні дії організацій, які надають кошти для проєктів спільнот, стала мотивувальним фактором у деяких революціях та соціальних змінах.